# La Garrovilla
La Garrovilla è un comune spagnolo di 2 497 abitanti (stima al 1º gennaio 2011 fornita dall'INE) situato nella comunità autonoma dell'Estremadura.